# Triadimenol
Triadimenol ist ein Gemisch von vier isomeren chemischen Verbindungen aus der Gruppe der Conazole bzw. Triazole.

## Gewinnung und Darstellung
Triadimenol kann durch eine Meerwein-Ponndorf-Verley-Reduktion von Triadimefon mit Aluminiumisopropanolat hergestellt werden.

## Eigenschaften
Triadimenol ist ein brennbarer weißer bis grauer Feststoff mit phenolartigem Geruch, der praktisch unlöslich in Wasser ist. Es hat einen Flammpunkt von 100 °C und zersetzt sich bei Erhitzung über 150 °C.  Triadimenol ist stabil gegenüber Hydrolyse bei pH-Werten von 4, 7 and 9 und unterliegt in geringem Maße der Photolyse. Die oxidative Zersetzung unter Luft startet beim Erhitzen bei Temperaturen oberhalb von 200 °C. Hauptprodukte der Zersetzung sind 4-Chlorphenol, 4-Chlorbenzaldehyd, 5-Chlor-2-hydroxybenzaldehyd, 5-Chlorbenzofuran, 4-Chlor-4-ethoxybenzol, 1-Ethyl-1H-pyrrol-2,5-dion und 2,2-Dimethylpropionsäure-4-chlorphenylester.

## Stereochemie
Triadimenol enthält zwei Stereozentren in α-Position und  β-Position:
Damit gibt es insgesamt vier Stereoisomere. Das technische Produkt besteht zu 70 bis 85 % aus dem racemischen Diastereoisomer A [(αR,βS) + (αS,βR)], das Diastereoisomer B [(αR,βR) + (αS,βS)] liegt hingegen zwischen 15 und 30 % vor:
| Stereoisomere von Triadimenol | Stereoisomere von Triadimenol |
| ----------------------------- | ----------------------------- |
| (αR,βS)-Stereoisomer          | (αS,βR)-Stereoisomer          |
| (αR,βR)-Stereoisomer          | (αS,βS)-Stereoisomer          |

## Verwendung
Triadimenol ist ein systemisches Fungizid mit breitem Wirkungsspektrum. Es hemmt die Ergosterol- und Gibberellin-Biosynthese und damit die Rate der Zellteilung. Die Verbindung wurde 1978 auf den Markt gebracht.

## Zulassung
In der Europäischen Union konnte Triadimenol bei Pflanzenschutzmitteln seit September 2009 für Anwendungen als Fungizid verwendet werden. Da kein Antrag auf Erneuerung der Wirkstoffgenehmigung gestellt wurde, endete die EU-Genehmigung für Triadimenol als Wirkstoff in Pflanzenschutzmitteln, gemäß Durchführungsverordnung (EU) Nr. 540/2011, am 31. August 2019 durch Zeitablauf.
In Deutschland galt gemäß Pflanzenschutzgesetz noch eine Abverkaufsfrist bis zum 29. Februar 2020 und eine Aufbrauchfrist bis zum 28. Februar 2021.
In der Schweiz endete die Aufbrauchsfrist für das einzig mit diesem Wirkstoff erhältliche Pestizid am 31. Oktober 2020.
Der von Bayer hergestellte Wirkstoff wird auch auf dem brasilianischen und südafrikanischen Markt vertrieben.